# Mariano Paredes (Guatemala)
Mariano Paredes (Reino de Guatemala, 1800 - Granada, Nicaragua 1856) fue un militar guatemalteco que ejerció como Presidente de Guatemala entre el 18 de enero de 1849 y el 6 de noviembre de 1851 como Jefe de Compromiso del Estado.

## Ascenso a la presidencia
Para agosto de 1848, la situación de Guatemala era caótica:  Serapio Cruz (conocido como «Tata Lapo») asaltaba el Quiché promoviendo revueltas en contra del gobierno; había revueltas en el oriente del país; los liberales y conservadores se mantenían en constante pugna, y en medio de todo esto, el presidente Carrera se dio cuenta de que su prestigio se esfumaba y que era conveniente renunciar, lo que hizo con el siguiente manifiesto a la Asamblea Legislativa:
La Asamblea aceptó la renuncia de Carrera en el acto, pasando a deliberar quién debería sustituirle.  Al final, escogieron al señor Juan Antonio Martínez por las siguientes razones:
- Pasaba de los sesenta años.
- Había mantenido una posición prudente con todos los gobiernos.
- Había acrecentado su capital honradamente.
- Su firma gozaba del mejor crédito.
- Era liberal moderado, ejemplar padre de familia, sin vicios y con poca ambición de mando pública.[2]

Carrera partió a México en 1848; en su ausencia, la Asamblea Legislativa, ahora en poder de los liberales, dictó una disposición por la que se le declaraba fuera de la ley que debía aplicársele la pena de muerte si osaba regresar al país.

## Gobierno
El 26 de agosto de 1848, durante la breve ausencia de Carrera del poder central, y aprovechando que Paredes había sido llamado a Guatemala para hacerse cargo de la situación tras la renuncia de Martínez y del sucesor de este José Bernardo Escobar, los capitulares quetzaltecos, con el apoyo del Presidente de El Salvador, Doroteo Vasconcelos, y de la facción anticarrerista de Vicente y Serapio Cruz, proclamaron, una vez más, su segregación de Guatemala con el general Agustín Guzmán como presidente interino; el 5 de septiembre, eligieron un gobierno interino dirigido por Fernando Antonio Martínez.
A pesar de los esfuerzos de Paredes, Guatemala entró en una profunda crisis:  había crímenes políticos de importantes personalidades y bandoleros sueltos por todo el país; el gobierno dictaba leyes, pero nadie las cumplía.  El expresidente Mariano Rivera Paz y el general Vicente Cruz, hermano de Serapio Cruz fueron asesinados cuando intentaron tomar posesión del cargo de corregidor de Jalapa en 1849. A fines de abril, Carrera regresó a Guatemala por la frontera de Huehuetenango, conferenciando con los líderes de las etnias k'iche', q'anjobal, mam y jacotán y convenciéndoles de que debían unirse entre todas para defenderse.  Carrera formó, inadvertidamente, una conciencia indígena en el occidente del país, la cual constituyó la base de su poder militar en el área.
El gobierno de Paredes nombró al mayor José Víctor Zavala como corregidor de Suchitepéquez para detener a Carrera; pero Zavala, en vez de detener a Carrera, se puso a sus órdenes. Agustín Guzmán, líder del recién formado Estado independiente de Los Altos, se dirigió a Antigua Guatemala para conferenciar con enviados de Paredes y decidir qué estrategia usar contra Carrera; Carrera, por su parte, aprovechó la ausencia de Guzmán para apoderarse de Quetzaltenango, pues ya contaba con el apoyo militar de Zavala en Suchitepéquez.
Al saber la noticia, y al enterarse del masivo apoyo de las diferentes etnias indígenas al general Carrera, Paredes, tras mucho deliberar con liberales y conservadores, finalmente siguió el consejo del conservador Luis Batres Juarros, quien le hizo ver que combatir a Carrera era abrir un frente en el occidente del país, y dispuso revocar la pena de muerte sobre Carrera y nombrarlo comandante general de las Armas, con autorización para atender a la pacificación de los pueblos conmovidos en el oriente del país, y para dirigir las operaciones militares de la manera que lo creyere conveniente. Tanto Paredes como Juarros estaban convencidos de que, de no apoyar a Carrera, tendrían un alzamiento igual que el que se estaba dando en Yucatán con la Guerra de Castas. Ante este decreto, los principales líderes liberales huyeron hacia El Salvador, donde les dio asilo el presidente Doroteo Vasconcelos. Finalmente, Carrera entró triunfalmente en la Ciudad de Guatemala el 8 de agosto de 1849 y Paredes evitó formar un frente occidental combatiendo a Carrera en Quetzaltenango.
Tras entrar a la ciudad, Carrera se dedicó a celebrar en grande con la tropa y su hermano Sotero.  Avanzada la noche, en la madrugada del 9 de agosto de 1849, Carrera fue atacado por José María Andrade, de oficio marimbero, quién lo hirió de una puñalada tras enterarse de que el general Carrera, muy dado a las aventuras amorosas, había seducido a su hija.  La guardia del General en Jefe del Ejército dio cuenta rápidamente del atacante y llevó al general a su residencia para que lo curaran.  Al día siguiente, el presbítero Jorge Viteri y Ungo, Ministro del presidente Paredes -y quien luego sería nombrado como obispo de El Salvador en 1852- ordenó que se investigara al atacante y que su cadáver fuera trasladado a la Plaza Mayor «para obrar con respecto de él, de acuerdo con la Comandancia General».  Esta orden fue cumplida, pero los encargados de hacerlo fueron mucho más allá de lo que se les había solicitado:  descuartizaron el cadáver y colocaron sus miembros en las cuatro garitas de la ciudad. Aunque fue recogido rápidamente por orden de Carrera, la imagen del gobierno de Paredes quedó muy desprestigiada y el hecho fue aprovechado por los liberales en El Salvador, quienes acusaron al gobierno conservador de salvaje, bárbaro y retrógrado. A partir de entonces, Sotero Carrera decidió que su hermano llevaría guardaespaldas en todo momento.

### Batalla de la Arada
El gobernante salvadoreño Doroteo Vasconcelos dio asilo a los liberales guatemaltecos, entre quienes estaba José Francisco Barrundia quien fundó un periódico para atacar a Carrera, aprovechando hechos como el del atentado del Marimbero. Vasconcelos alimentó, durante todo un año a la facción rebelde «La Montaña», en el oriente de Guatemala distribuyendo dinero y armas entre los sublevados. A fines del año de 1850, Vasconcelos se sintió cansado de esta guerra lenta contra Guatemala y decidió obrar abiertamente. Así las cosas, el mandatario salvadoreño inició una cruzada contra el régimen conservador de Guatemala, invitando a participar en la alianza a Honduras y Nicaragua; pero de ambos gobiernos solo el hondureño presidido por Juan Lindo aceptó participar en la invasión.
Entre tanto, en Guatemala, donde se conocían perfectamente los planes de invasión en su contra, el presidente Paredes tomó las previsiones necesarias para enfrentar la situación, mientras el arzobispo Francisco de Paula García y Peláez ordenó en su arquidiócesis rogativas de paz.
El 4 de enero de 1851 se reunieron en Ocotepeque los presidentes de Honduras y El Salvador, con la cual quedó sellada la alianza en contra de Guatemala. El ejército salvadoreño se componía de cuatro mil hombres perfectamente municionados y con apoyo de artillería; los hondureños por su parte, aprestaron dos mil hombres para la campaña. El grueso de las fuerzas aliadas se situó en Metapán, por ser esta una ubicación próxima a Honduras y a la frontera guatemalteca.
La «Batalla de la Arada» se libró el 2 de febrero de 1851 cerca de la ciudad de Chiquimula en Guatemala, entre las fuerzas de Guatemala y un ejército aliado de Honduras y El Salvador. La batalla formó parte de la guerra entre el gobierno conservador de Guatemala contra la coalición liberal de El Salvador y Honduras, y fue la amenaza más patente para Guatemala de perder su soberanía como república.  La estrategia que utilizó el comandante general de Guatemala, Rafael Carrera, resultó en una victoria aplastante para sus tropas, que únicamente sufriendo ciento veinticinco bajas entre muertos y heridos, contra más de mil quinientas bajas del enemigo.
Tras La Batalla de la Arada, el 22 de octubre de 1851 renunció el presidente Paredes; la Asamblea Nacional nombró a Carrera para que lo sustituyera, y este tomó posesión de la Presidencia el 6 de noviembre de 1851 tras haber solicitado a los representantes que modificasen la Constitución de la República a su conveniencia. Paredes pasó a formar parte de sus oficiales, y le fue leal hasta su muerte en 1856.

## Muerte

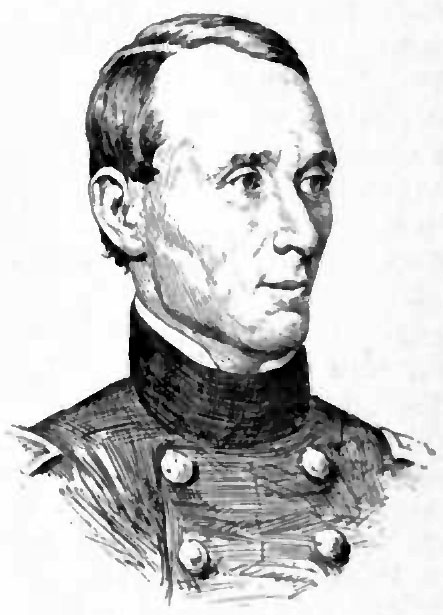
William Walker

El 5 de mayo de 1856, el general Paredes -por órdenes de Carrera- partió hacia Nicaragua al frente de una fuerza expedicionaria de quinientos hombres para combatir a William Walker, como parte del Ejército Aliado Centroamericano. Condujo sus tropas por territorio nicaragüense para luego agregarse a la columna al mando del sargento mayor José Víctor Zavala con quien se dirigió a Cojutepeque, logrando una avasalladora victoria. Para ejecutar el movimiento de tropas se utilizó la goleta «Ascensión» y el bergantín «Italia», este último que adquirió el gobierno guatemalteco y llamó «Santiago» en honor al santo patrono de Guatemala.
Al morir Paredes, presuntamente asesinado por envenenamiento, Zavala quedó como primer jefe de las tropas guatemaltecas en Nicaragua.